# Adam Harrington
Adam John Harrington (ur. 26 listopada 1972 w Hamilton, Ontario, w Kanadzie) – kanadyjski aktor telewizyjny i filmowy.

## Życiorys
Dorastał w Toronto. Ukończył studia na Uniwersytecie Guelph na wydziale biologii morskiej ze stopniem magistra fizjologii błony komórkowej. Debiutował na dużym ekranie w dreszczowca Czas zapłaty (Wounded, 1997) u boku Adriana Pasdara.

## Filmografia

### filmy kinowe
- 1997: Czas zapłaty (Wounded) jako sanitariusz
- 1999: Rok 2000 (Y2K) jako Ken
- 2001: Walentynki (Valentine) jako Jason Marquette
- 2001: Afera poniżej zera (Out Cold) jako Team Snownook Leader
- 2003: Dom śmierci (The House of the Dead) jako Rogan
- 2004: Connie i Carla (Connie and Carla) jako sympatyczny facet
- 2004: Rugged Rich and the Ona Ona jako Brad
- 2005: Veil jako Robert
- 2005: Say Yes jako Roger
- 2007: The Yellow Woman jako Michael

### filmy krótkometrażowe
- 1996: The Principles of Karma jako Jim

### filmy telewizyjne
- 2000: Środowa kobieta (The Wednesday Woman) jako Everett Madison
- 2000: Without Malice  jako Mike Wilkes
- 2000: Mordercza obsesja (Sanctimony) jako Hank
- 2001: Maluchy spod ciemnej gwiazdki jako Doug
- 2001: Póki ojciec nas nie rozłączy (Till Dad Do Us Part) jako Brent Fenwick III
- 2002: Wybuch prosto z serca (Dead in a Heartbeat) jako koroner
- 2004: Deep Evil jako major Michael Ross
- 2004: Perfect Romance jako przyjaciel Petera
- 2004: Too Cool for Christmas jako Matt
- 2006: Lot 93 z Newark jako Dixie, F-16 Pilot
- 2006: Krzyki w ciemności (Cries in the Dark) jako Scott
- 2006: Tajemnica Hidden Lake (The Secret of Hidden Lake)

### seriale telewizyjne
- 1996, 1998, 1999: Po tamtej stronie (The Outer Limits) jako prowadzący program z marionetkami /Billy Valentine / Ty Chafey
- 1997: Millennium jako policjant
- 1997: Gwiezdne wrota (Stargate SG-1: Children of the Gods) jako Goa’uld 2
- 1998–2001: Pierwsza fala (First Wave) jako akolita
- 1998: Viper jako nowy kierowca
- 1998: Welcome to Paradox jako Davey
- 1998: Breaker High jako Serge
- 1998: Kruk: Droga do nieba (The Crow: Stairway to Heaven) jako Brock Draven
- 1999: Da Vinci’s Inquest jako Phil Mizlowski
- 1999: Nocny człowiek (Night Man) jako Burton
- 1999: Mentors jako Sandy Mear
- 2000: Zawód: szpieg (Secret Agent Man) jako dr Chelton
- 2000: Rebelianci (Freedom) jako major Blaine Conrad
- 2000: Pierwsza fala (First Wave) jako Acolyte
- 2000–2001: Siedem dni (Seven Days) jako Darren Sebastian
- 2001: Jak to dziewczyny (A Girl Thing)
- 2001: Misja w czasie (Seven Days) jako Darren Sebastian / Tyler Langford
- 2001–2004: The Chris Isaak Show jako ksiądz Ken
- 2002: Dzień dobry (Good Morning) jako ewangelista
- 2003: Coś nie tak (Out of Order) jako Brock
- 2003: Jeremiah jako lider zespołu
- 2003: Just Cause jako Kyle Summers
- 2003: Martwa Strefa (The Dead Zone) jako Bill Stade
- 2003: Andromeda jako wyższy strażnik kapitan Grissum
- 2004: Da Vinci’s Inquest jako Josh Warner
- 2004–2005: Queer as Folk jako Connor James
- 2004–2005: Show Me Yours jako doktor Benjamin Chase
- 2005: Tajemnice Smallville (Smallville)
- 2006–2007: Whistler jako Ryan MacKaye
- 2007: Dirt jako Scott
- 2011: Tajemny krąg (The Secret Circle) jako Ethan Conant